# Sorok Sorokov (movimento)

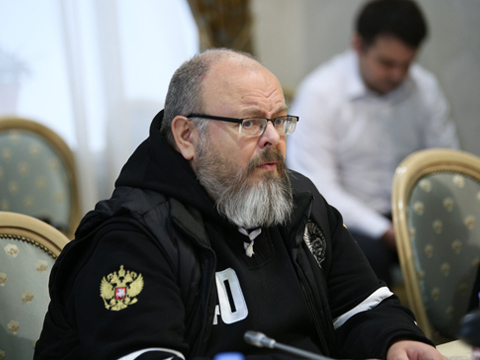
Andrey Kormukhin em 2019

O movimento Sorok Sorokov (em russo:  Движение «Сорок Сороков») é um movimento social russo que se posiciona como uma plataforma unificadora para pessoas de fé ortodoxa com uma posição cívica ativa. Criado em 1º de junho de 2013 pelo compositor Andrey Kormukhin e pelo atleta Vladimir Nosov . Segundo declarações de representantes do próprio MSS, feitas por ocasião de seu biénio, em junho de 2015, o movimento era composto por 10.000 pessoas . 
A ideia de criar o "Sorok sorokov" explica-se, segundo Andrey Kormukhin, pelo desejo de superar "a crise de consciência, quando a Ortodoxia é considerada algo periférico à vida do país (Rússia)". Para isso, ele considera importante não limitar suas atividades a questões de igreja.
A tarefa mais importante que o movimento se propõe é a proteção da construção de igrejas ortodoxas. Outros projetos do movimento incluem ajuda humanitária aos residentes de Donbass, trabalho social em orfanatos, ajuda a sem-abrigos e prisioneiros, organização de torneios desportivos e participação nos mesmos.
Os eventos no parque Torfyanka de Moscovo e os protestos contra o filme "Matilda" trouxeram grande popularidade ao movimento.
As atividades dos "Sorok sorokov" são marcadas pelos diplomas do Governo municipal de Moscovo e da Igreja Ortodoxa Russa, pela atenção pessoal do Patriarca Cirilo e é acompanhada por respostas contraditórias, incluindo algumas fortemente negativas: os críticos dizem que tem havido casos repetidos de ações violentas por parte de membros do movimento.